# سي تي في (مصر)
قناة سي تي في (بالإنجليزية: CTV) هي ثاني قناة قبطية يتم بثها على الأقمار الصناعية بعد قناة أغابي وشعارها «CTV ربنا موجود» وهو من الأقوال المأثورة للبابا شنودة الثالث تبث على القمر الأوروبي وعلي النايل سات وهي ملك لثروت باسيلي. تم بدء بثها في 14 نوفمبر عام 2007 في تزامن مع عيد تجليس البابا شنودة. تختلف عن قناة أغابي في أن العمل فيها ليس تطوعيًا. القناة كانت تحت إشراف الإعلامي عاطف كامل لمدة أربعة أشهر ثم تولى إدارتها السيد ايليا باسيلي ابن صاحب القناة ويباشر إدارتها الآن وهو خارج مصر من الولايات المتحدة.
قناة سي تي في
هي القناة الرسمية للكنيسة القبطية الأرثوذكسية كان يرعاها البابا الأنبا شنوده الثالث، بابا الإسكندرية وبطريرك الكرازة المرقسية. والآن البابا تواضروس الثاني.
وتقوم القناة بتقديم كل أنواع الفنون والبرامج التليفزيونية التي تعكس أصالة وجوهر وسلامة العقيدة الأرثوذكسية ورسالة الكنيسة القائمة على المحبة والسلام
في إطار من الحرفية الإعلامية العالمية وهذا ما جعلها تحقق نجاحًا كبيرًا منذ انطلاق البث التجريبي لها يوم 2007/11/12 وحتى الآن.
هذا، وتستخدم القناة آخر ما وصلت إليه التكنولوجيا الحديثة في مجال العمل التليفزيوني سواءً التصوير أو الإخراج أو المونتاج أو الجرافيك،...إلخ.، لتقديم خدمة تليفزيونية متميزة والالقنا على القناة يقومون دائمًا بعمل تطوير مستمر لما تقدمه سواءً من حيث الشكل أو المضمون.

## معنى CTV
قال البابا شنودة أن CTV هو اختصار لكلمة Coptic TV أي القناة القبطية، وكلمة Church TV أي قناة الكنيسة، وكلمة Christ TV أي قناة المسيح، وكلمة Christian TV أي قناة المسيحي، وكلمة Cross TV أي قناة الصليب.

## شعارات القناة
الشعار الرئيسي هو سي تي في ربنا موجود وتعرض القداسات في بث مباشر لمن لا يستطيع حضور القداس أو في دولة تمنع ممارسة الطقوس المسيحية كالسعودية.

## برامج سي تي في
لدى سي تي في برامج عديدة مثل:
اللقاء الروحى لمعلم الأجيال، من يجدها برنامج مرأة اجتماعى، جدو أمين وعمو فطين برنامج للاطفال منهج حياة لنيافة الانبا يوانس الاسقف العام وروحانية التسبيح، نبض الكرازة، فتشوا الكتب، في النور وصباح النور. وتدبيرك فاق العقول. وليها حل وسيروا في النور. ابائيات. وبستان العقيدة. وحقق حلمك.كنوز لا تفني والقداس الألهى، فكر معنا وبرامج عديدة أخرى.
في المناسبات برامج وحلقات خاصة.

## وصلات خارجية
- الموقع الرسمي